# Saison 1977-1978 de l'AMH
Saison précédente Saison suivante
La saison 1977-1978 de l'Association mondiale de hockey a été la sixième saison de la ligue. Huit franchises ont joué 80 matchs.

## Saison régulière
À la suite de l'abandon de quatre équipes avant le début de la saison, l'AMH a décidé de supprimer le concept de division et de mettre toutes les équipes ensembles. À la suite des 80 matchs de chaque équipe, les six premières étaient qualifiées pour les séries éliminatoires.
Ainsi, les trois équipes se rencontrent deux à deux 1e contre 6e, 2e contre 5e et 3e contre 4e. Ensuite sur les trois équipes gagnant le premier tour, l'équipe la mieux classé de la saison accède directement à la finale.
| V: victoires, D: défaites, N: nuls, Pts: points, BP: buts pour, BC: buts contre, Pun: minutes de pénalités |                                  |
| | Équipe qualifiée pour les séries |

### Classements finaux
|                                   | V  | D  | N | Pts | BP  | BC  | Pun  |
| --------------------------------- | -- | -- | - | --- | --- | --- | ---- |
| Jets de Winnipeg                  | 50 | 28 | 2 | 102 | 381 | 270 | 988  |
| Whalers de la Nouvelle-Angleterre | 44 | 31 | 5 | 93  | 335 | 269 | 1255 |
| Aeros de Houston                  | 42 | 34 | 4 | 88  | 296 | 302 | 1543 |
| Nordiques de Québec               | 40 | 37 | 3 | 83  | 349 | 347 | 1185 |
| Oilers d'Edmonton                 | 38 | 39 | 3 | 79  | 309 | 307 | 1296 |
| Bulls de Birmingham               | 36 | 41 | 3 | 75  | 287 | 314 | 2177 |
| Stingers de Cincinnati            | 35 | 42 | 3 | 73  | 298 | 332 | 1701 |
| Racers d'Indianapolis             | 24 | 51 | 5 | 53  | 267 | 353 | 1189 |

### Meilleurs pointeurs
Note: PJ: parties jouées, B: buts, A: aide, Pts: points
| Joueur        | Équipe   | PJ | B  | A  | Pts |
| ------------- | -------- | -- | -- | -- | --- |
| Marc Tardif   | Québec   | 78 | 65 | 89 | 154 |
| Réal Cloutier | Québec   | 73 | 56 | 73 | 129 |
| Ulf Nilsson   | Winnipeg | 73 | 37 | 89 | 126 |

## Séries éliminatoires
- Premier tour
  - Whalers 4-1 Oilers
  - Nordiques 4-2 Aeros
  - Jets 4-1 Bulls
- Deuxième tour
  - Les Jets étant les mieux classés sur la saison sont directement qualifiés pour la finale.
  - Whalers 4-1 Nordiques
- Finale du Trophée mondial Avco

Les Jets de Winnipeg ont gagné la finale sur le score de 4 matchs à 0 contre les Whalers de la Nouvelle-Angleterre.

## Trophées de l'AMH
| Trophée Gordie-Howe :        | Marc Tardif       |
| Trophée Bill-Hunter :        | Marc Tardif       |
| Trophée Lou-Kaplan :         | Kent Nilsson      |
| Trophée Ben-Hatskin :        | Al Smith          |
| Trophée Dennis-A.-Murphy :   | Lars-Erik Sjöberg |
| Trophée Paul-Deneau :        | Dave Keon         |
| Trophée Robert-Schmertz :    | Bill Dineen       |
| Meilleur joueur des séries : | Robert Guindon    |